# Grève à la Radiodiffusion-télévision française d'octobre 1962
La grève à la RTF d'octobre 1962, à l'origine de plusieurs années de conflits entre le pouvoir politique et la télévision publique, a entraîné un « écran noir » sur l'unique chaîne de la Radiodiffusion-télévision française (RTF), remplacée par l'ORTF en 1964.  Connu sous le nom du conflit des "3P", pour Georges Penchenier, Joseph Pasteur et Michel Péricard, tous trois licenciés ou mutés après la grève, il a un fort retentissement à la RTF.

## Un contexte de censure
En 1962, alors que la guerre d'Algérie vient à peine de s'achever, le ministre de l’Information Alain Peyrefitte veut faire de la télévision un véritable contrepoids à la presse écrite crainte par le général de Gaulle. Il crée le Service de liaison interministérielle pour l’information (SLII), chargé de rassembler les informations émanant des différents ministères pour en faire bénéficier en exclusivité la Radiodiffusion-télévision française (RTF). Véritable conseil de la censure, le SLII convoque tous les jours à la même table les représentants de chaque ministère et les patrons des rédactions de la RTF, où Peyrefitte nomme de nombreux collaborateurs à des postes-clés.
Parmi les journalistes, le renommé Joseph Pasteur, qui avait élaboré la réforme des journaux radiophoniques, transmet au mois de juillet 1962 à son directeur les réflexions que lui inspire la politique éditoriale proche de la censure. Il fonde le Syndicat des journalistes de radio et de télévision, dont il est le secrétaire général. Au printemps 1962, à la veille des élections à la commission paritaire, il est suspendu, ce qui n'empêche pas le SJRT de recueillir la majorité des voix. Joseph Pasteur est ensuite exclu de la télévision où il sera rappelé par Armand Jammot en 1966.

## Déroulement: deux grèves successives
La cheville ouvrière de la grève est le Syndicat unifié des techniciens, fondé en 1959, qui acquiert vite une audience importante chez les professionnels de l'image chargés de la diffusion et s'allie en 1961 et en 1962 aux journalistes.
Une première grève éclate en novembre 1961, pour protester contre le droit de la direction de modifier un reportage sans l’accord du journaliste qui l’a réalisé. Les journalistes décident du mouvement en assemblée générale, contre l'avis des représentants de la CFTC et de FO. Les présentateurs du journal télévisé, Georges Penchenier et Michel Péricard, décident, en accord avec leur syndicat, une grève de protestation.
De ce mouvement nait un nouveau syndicat, le Syndicat des journalistes de radio et de télévision (SJRT). Avec son ami de la CFTC Pierre Andreu, Henri Poumerol a démissionné pour soutenir ce nouveau SJRT, lors de l'élection à la commission paritaire au printemps 1962. 
Un autre mouvement se déclenche peu de temps après, le 17 octobre 1962 : soutenus par les techniciens, les journalistes contestent la surmédiatisation de Charles de Gaulle. Ils boycottent les journaux télévisés du 17 octobre 1962, seulement onze jours avant le référendum constitutionnel sur l’élection du président de la République au suffrage universel direct. L'ensemble des syndicats appelle ensuite de nouveau à une grève générale d'une heure, le 5 novembre 1962, entre 20 heures et 21 heures.

## Les sanctions
La grève est cependant réprimée par des sanctions sévères. Les sanctions seront pour les responsables de la lettre d’avertissement au renvoi. Parmi les journalistes sanctionnés,  Georges Panchenier, Claude-Paul Pajal et Michel Péricard, futur maire de Saint-Germain-en-Laye, sont mutés à la radio. Michel Péricard était pourtant un présentateur et journaliste très respecté qui avait réalisé pendant trois ans des grands reportages pour Cinq colonnes à la Une, l'émission phare de l'époque à la télévision française. En juillet 1962, il avait présenté une édition spéciale à l'occasion de la première journée de l'indépendance de l'Algérie, un événement qu'il appelait de ses vœux. Les techniciens sont plus épargnés.

## Conséquences
Le 17 mars 1964, le Conseil constitutionnel consacre « définitivement l’appartenance de la radiotélévision à la matière des libertés publiques. L’Office de la radiodiffusion télévision française est créé par la loi du 27 juin 1964 qui maintient le principe du monopole tout en attribuant des missions spécifiques au service public de la radiotélévision. La notion d’ « Office », garante d’une plus grande liberté de gestion est inscrite dans la loi. 
Malgré cette loi, la grève de l'ORTF qui a lieu 13 mai au 23 juin 1968, se termine en août 1968 par une vague de licenciement de journalistes contestataires, parmi lesquels Claude Darget : 70 d'entre eux créent l'Union des journalistes de télévision pour tenter de retrouver du travail. Le 20 juin 1969, la tutelle de l'ORTF sera rattachée au Premier ministre, et le Ministère de l'Information supprimé.